# Rajdowe samochodowe mistrzostwa Polski

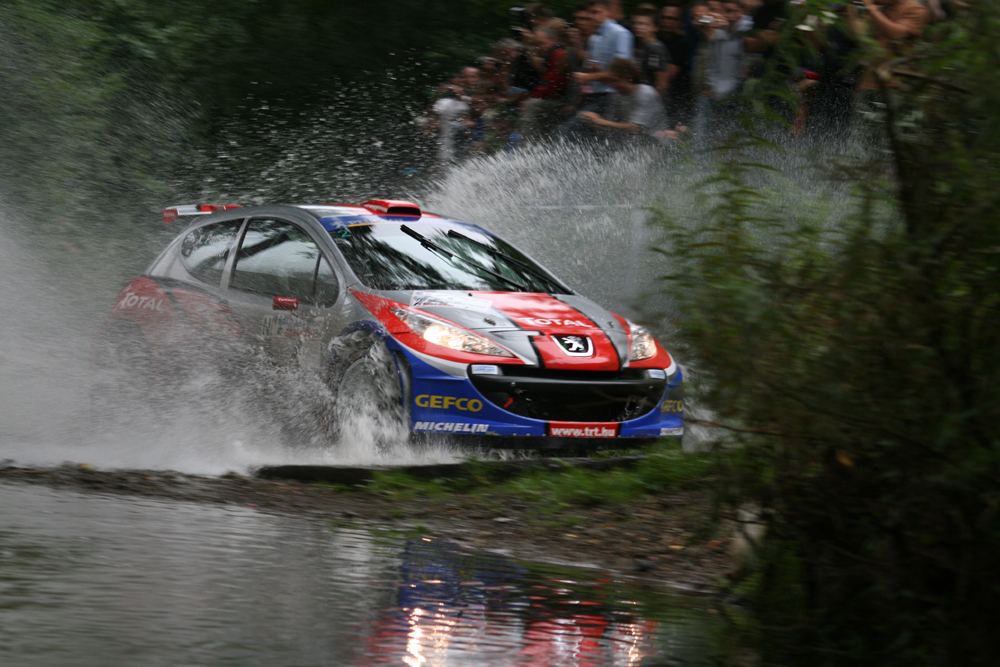
Mistrz Polski 2007 – 2009 Francuz Bryan Bouffier na trasie 16. Rajdu Rzeszowskiego w roku 2007

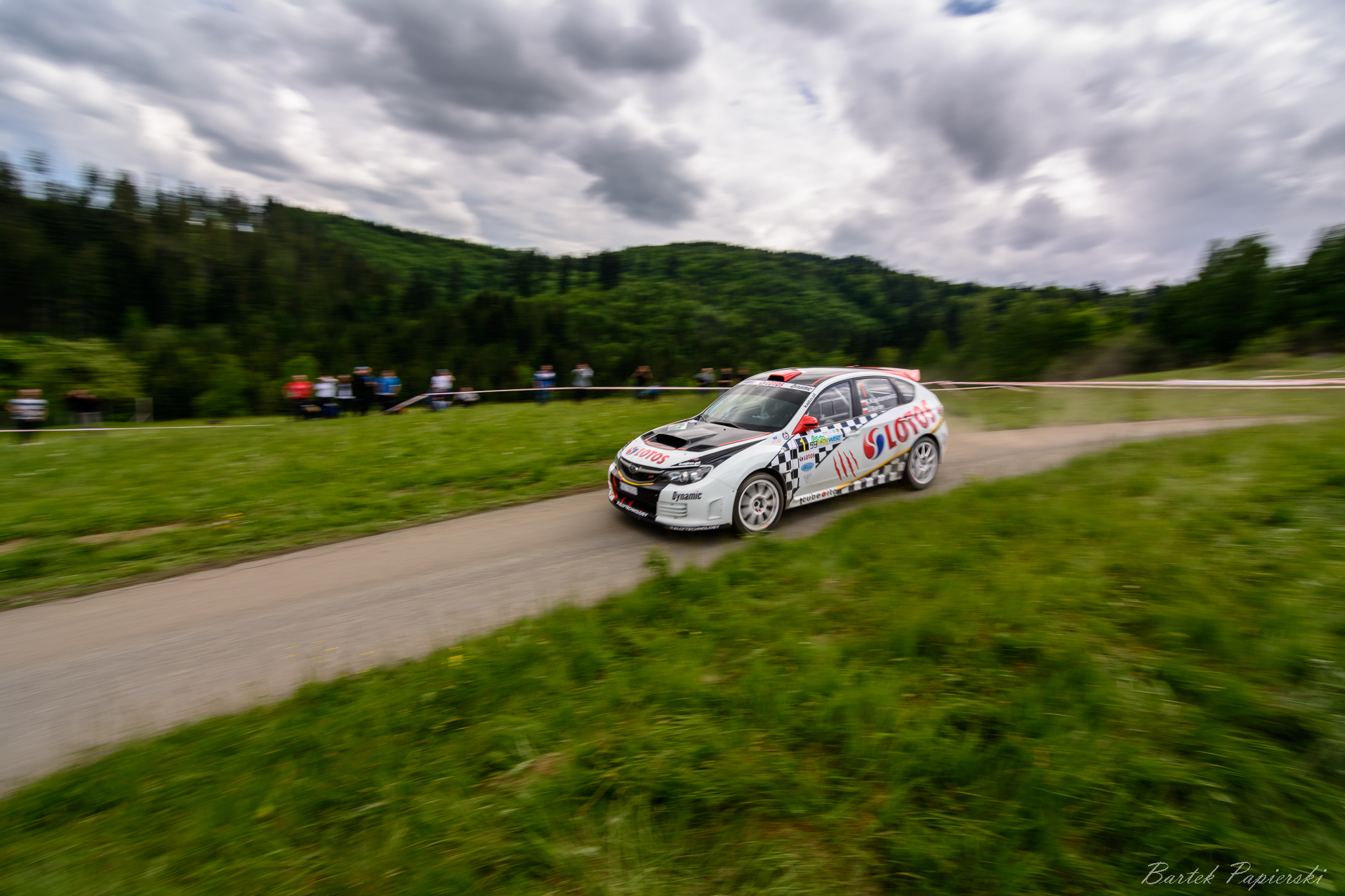
Mistrz Polski 2013 Kajetan Kajetanowicz podczas Rajdu Wisły w roku 2013

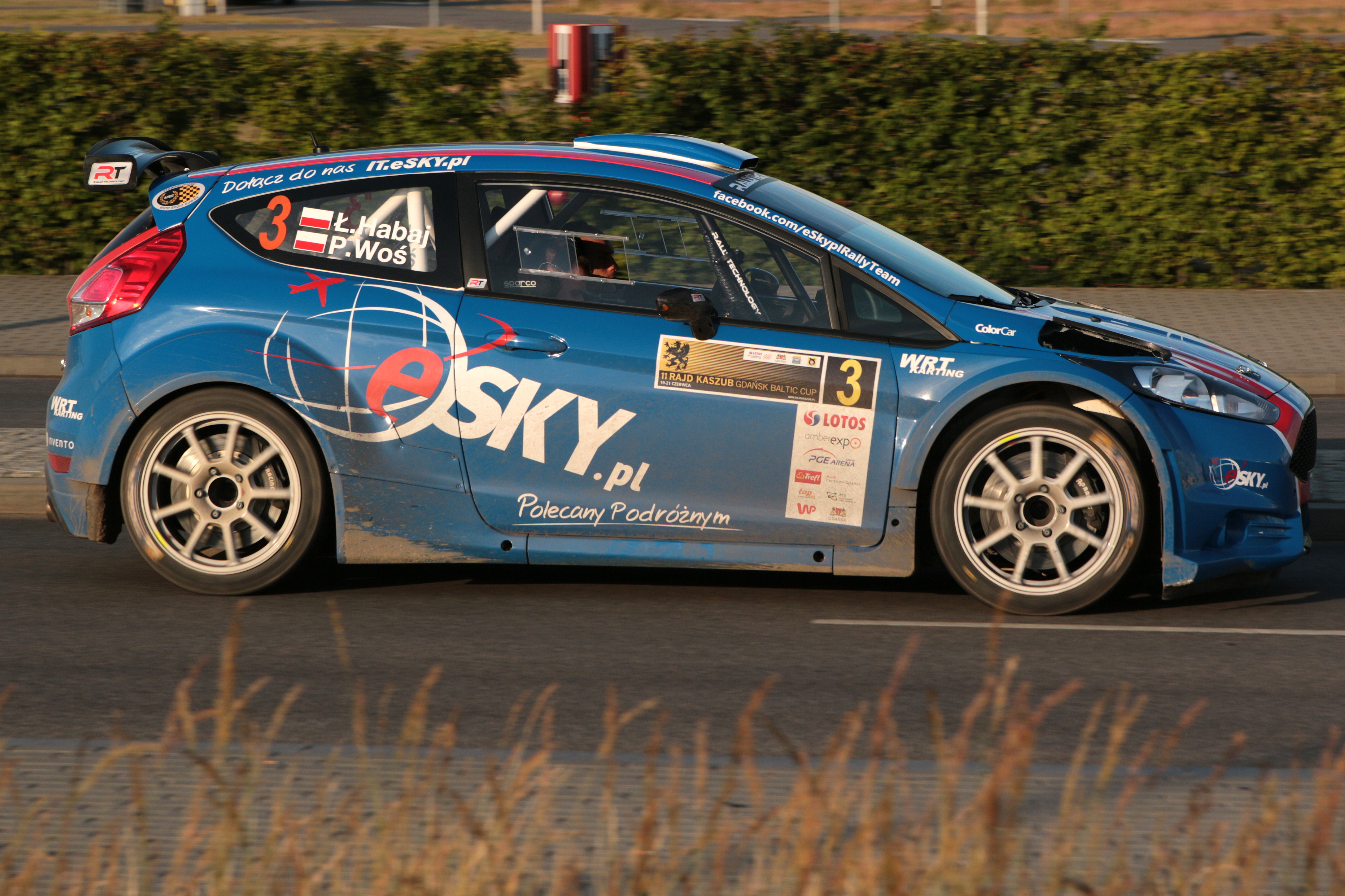
Mistrz Polski 2015 Łukasz Habaj podczas Rajdu Baltic Cup w roku 2015

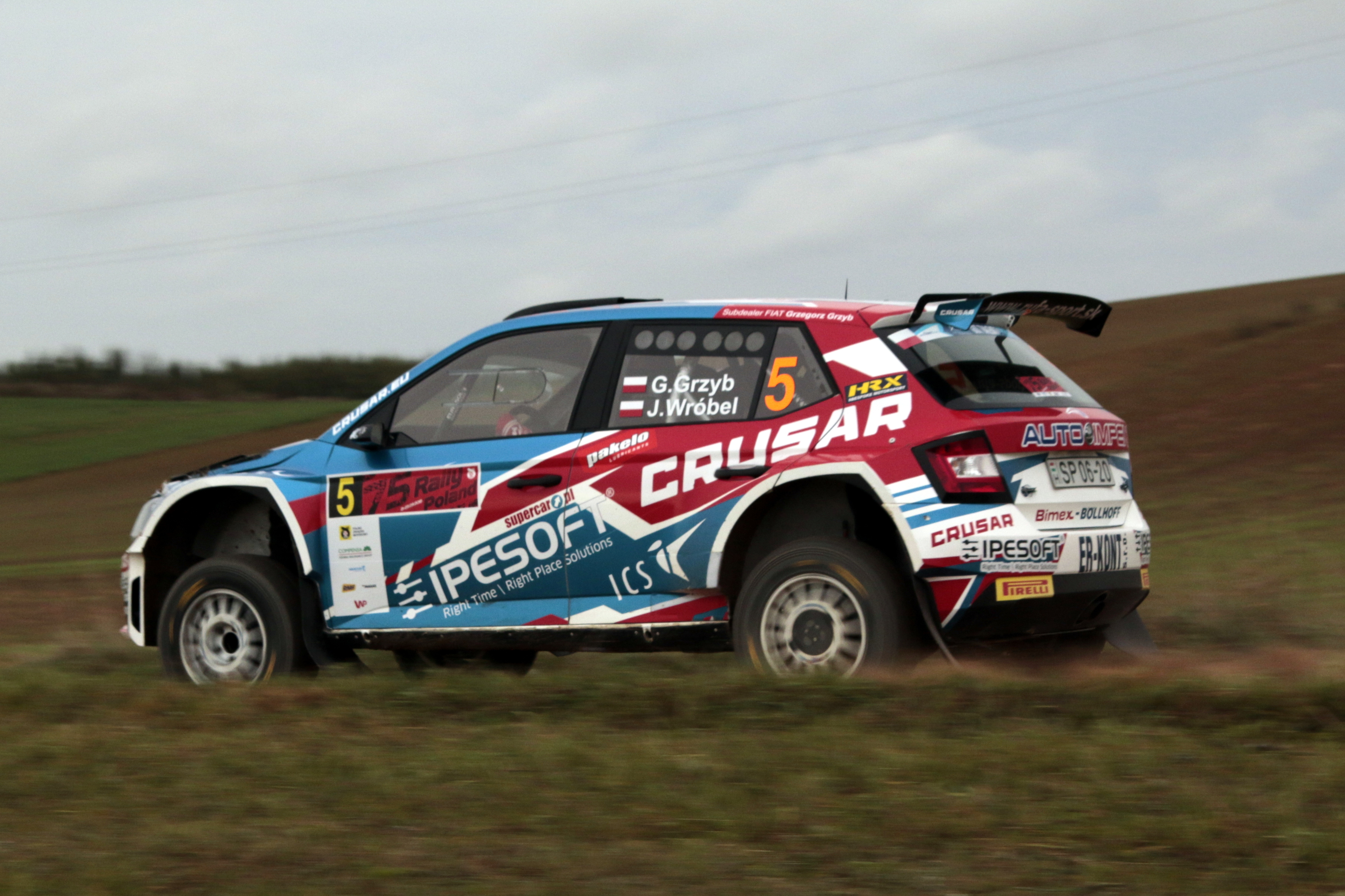
Mistrz Polski 2018 Grzegorz Grzyb podczas Rajdu Polski w roku 2018

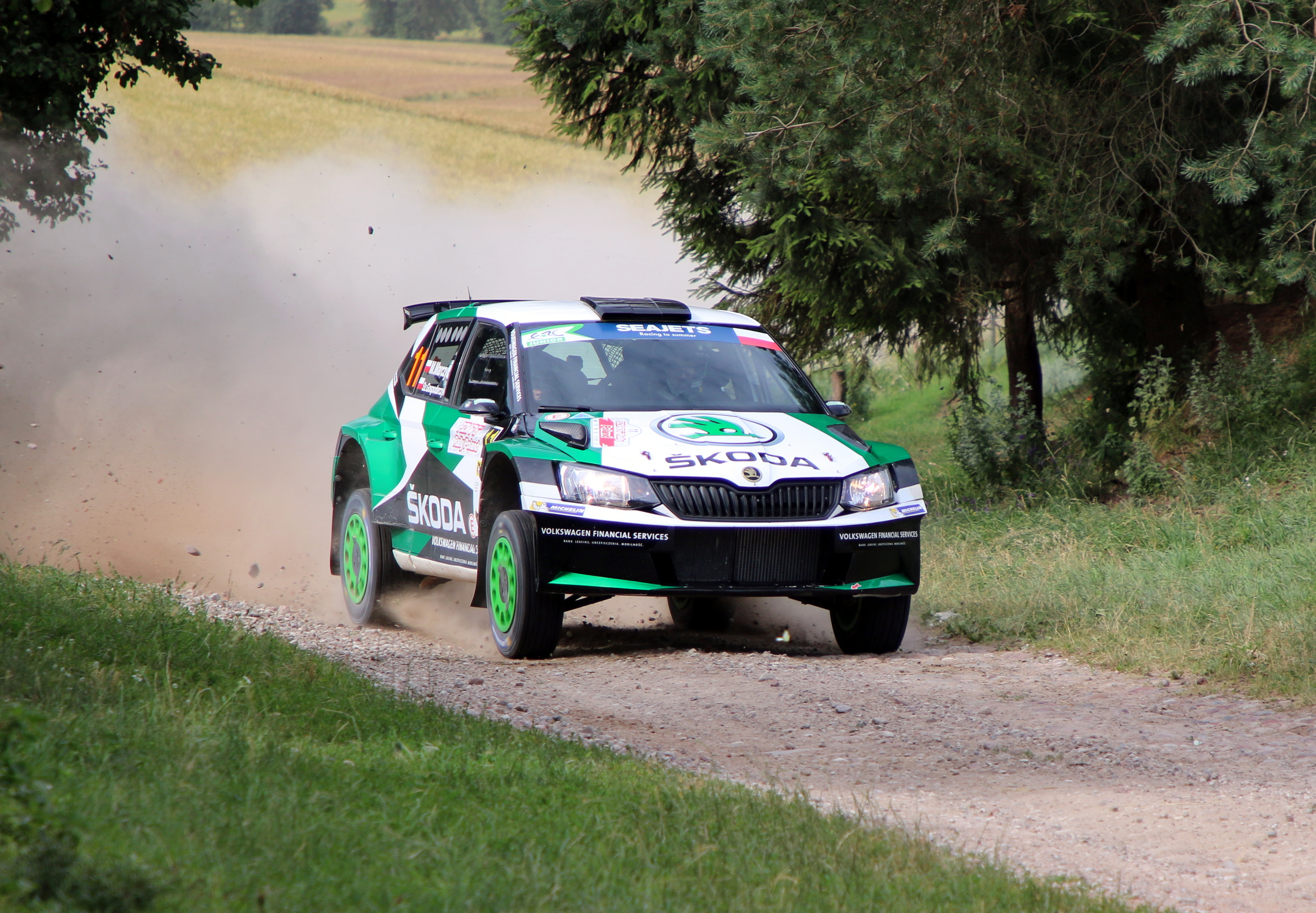
Mistrz Polski RSMP w sezonie 2019 Mikołaj Marczyk, podczas Rajdu Polski

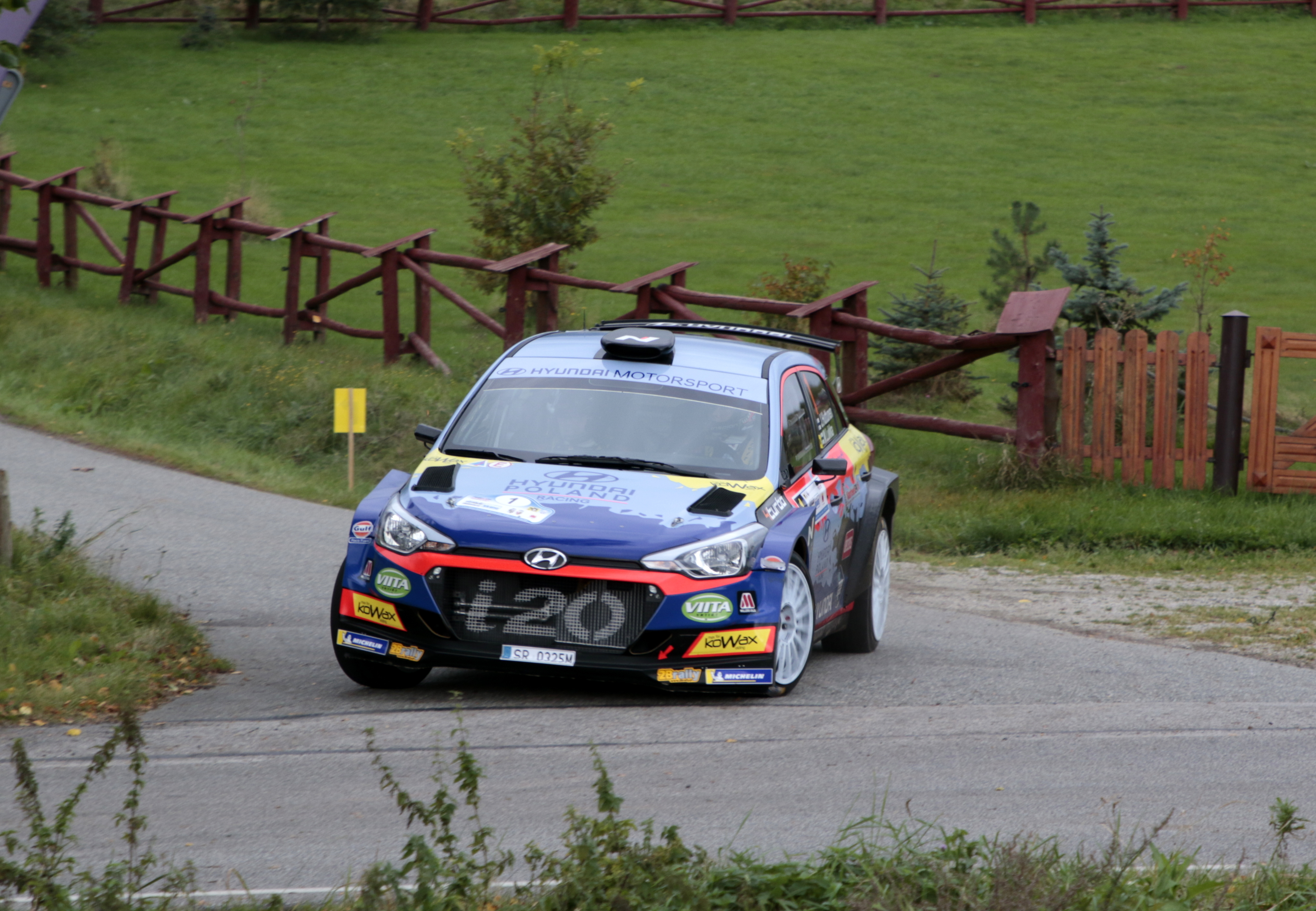
Mistrz Polski RSMP 2020 Fin Jari Huttunen, podczas Rajdu Świdnickiego

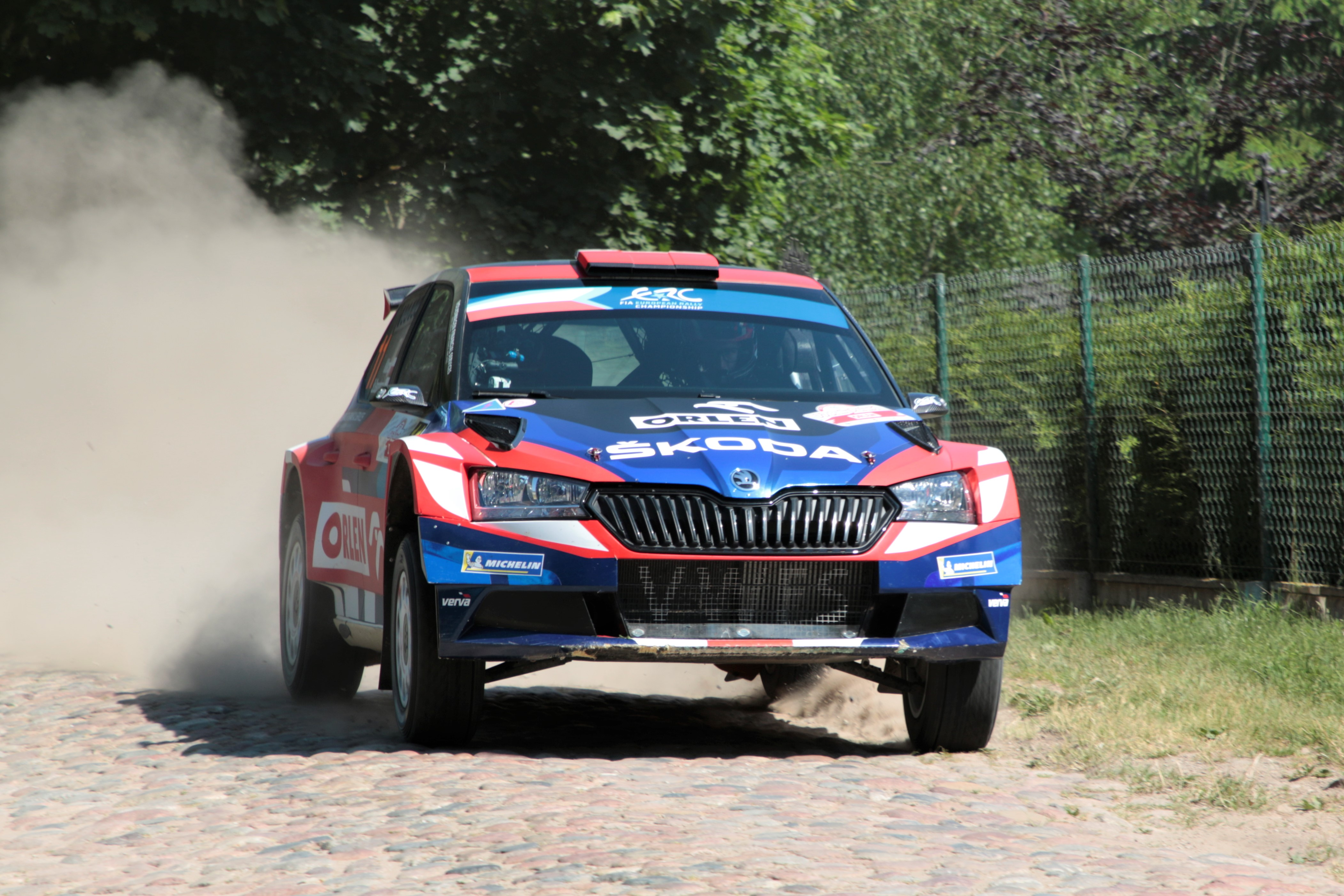
Mistrz Polski 2021 Mikołaj Marczyk podczas Rajdu Polski 2021

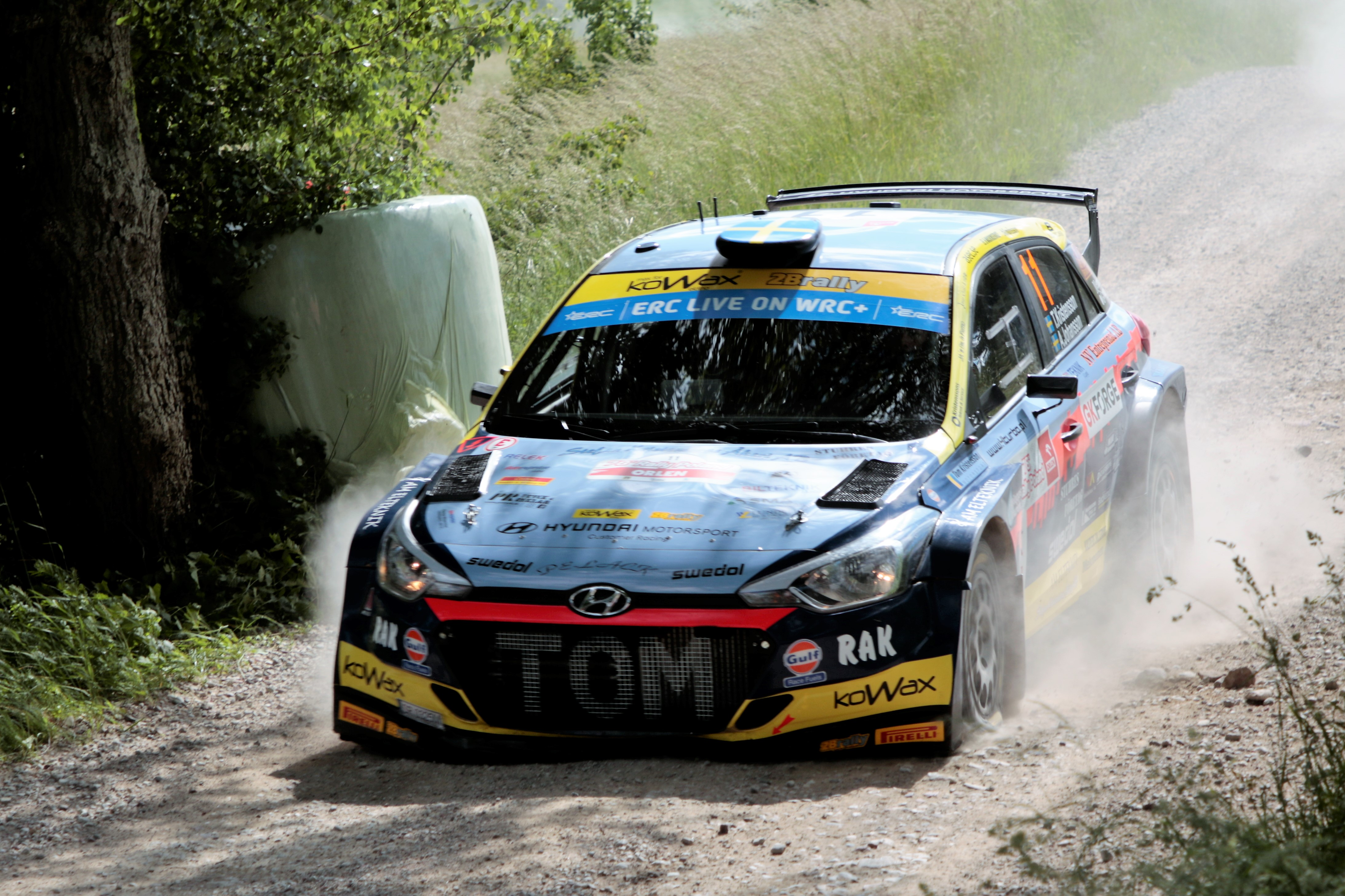
Mistrz Polski 2022 Szwed Tom Kristensson podczas Rajdu Polski 2022

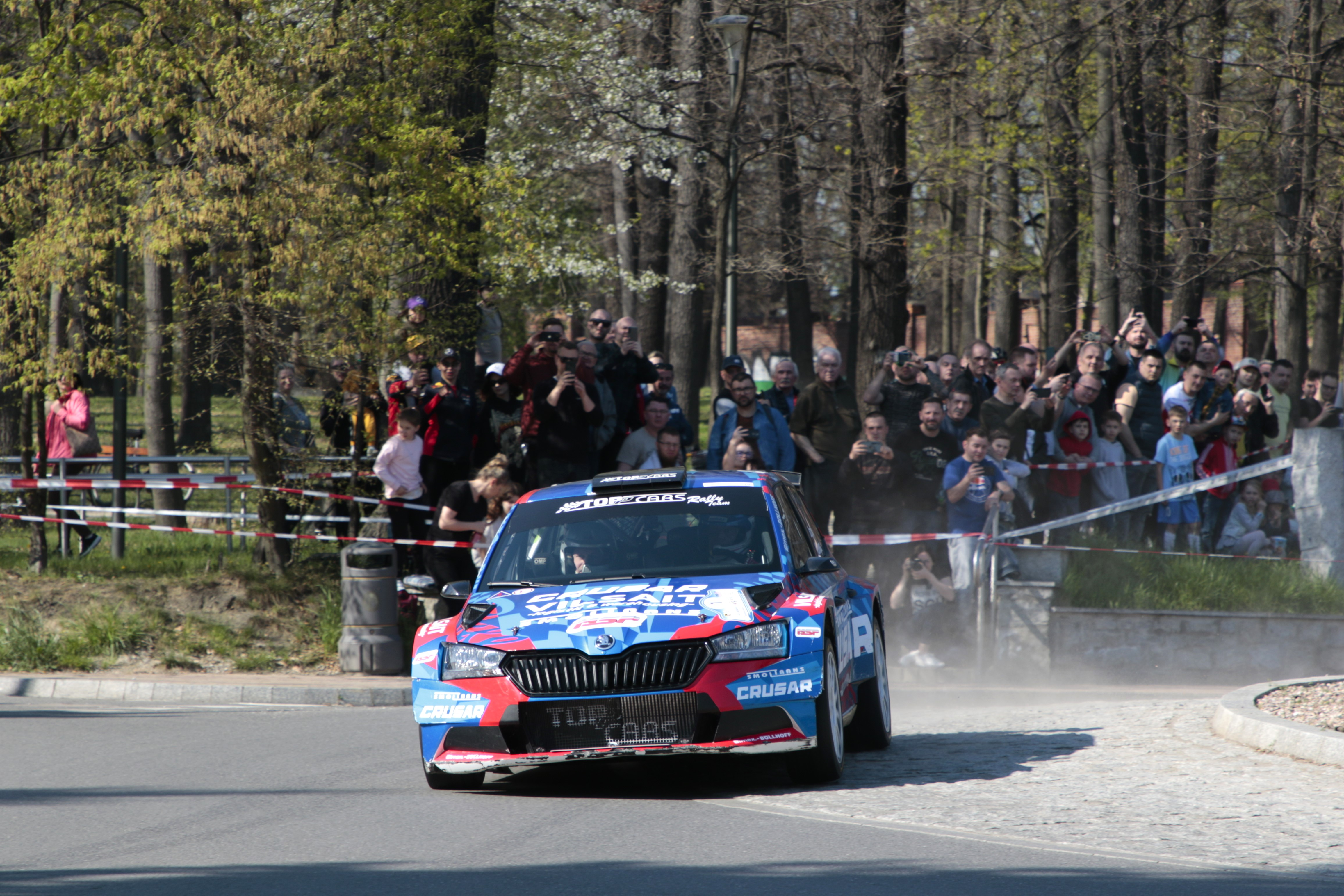
Mistrz Polski 2023 Grzegorz Grzyb podczas wygranego Rajdu Świdnickiego 2023

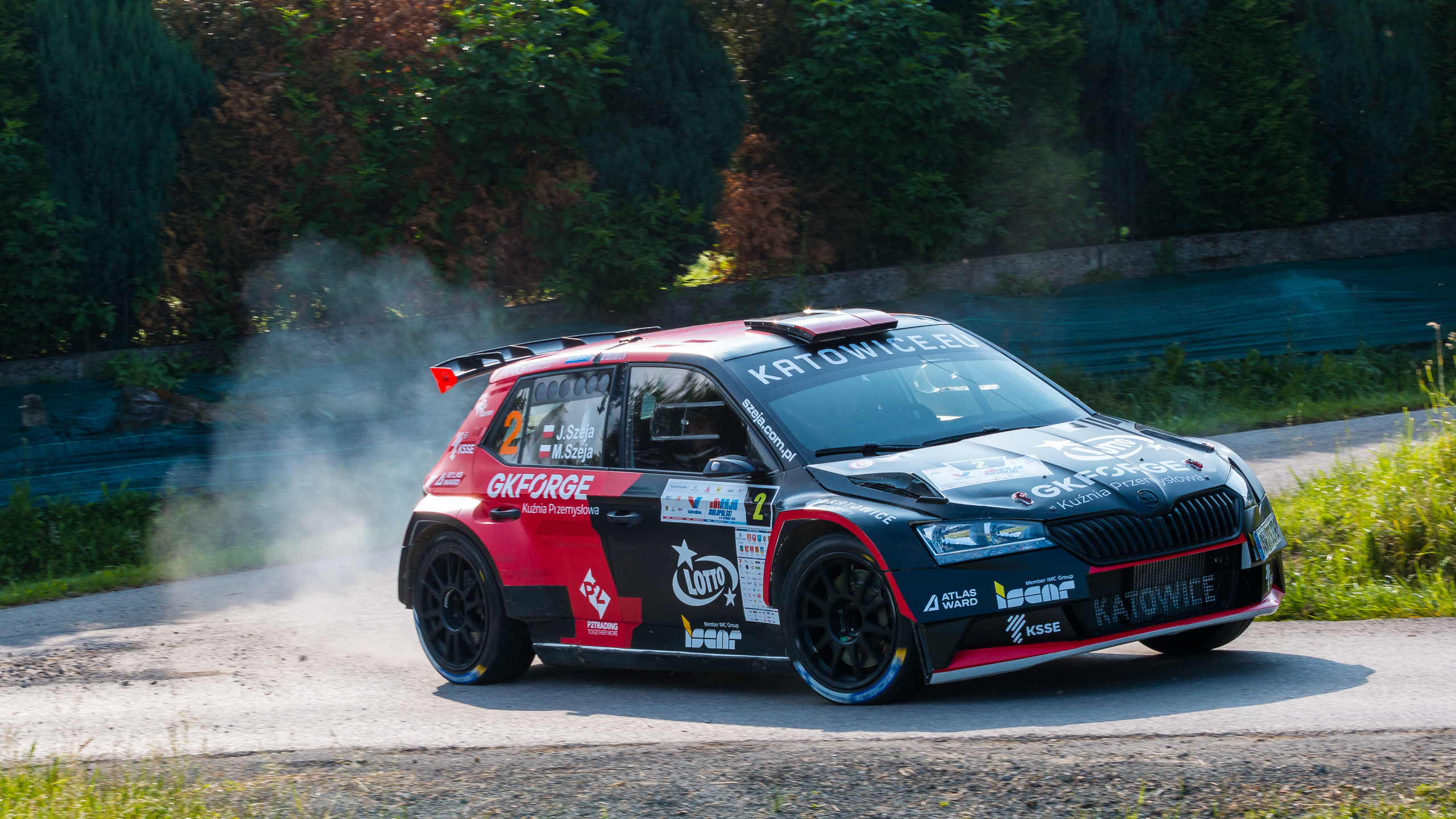
Mistrz Polski 2024 Jarosław Szeja na trasie Valvoline Rajdu Małopolskiego 2024.

Rajdowe Samochodowe Mistrzostwa Polski (w skrócie RSMP) – coroczny cykl mistrzowski o tytuł mistrza Polski w rajdach samochodowych, składający się z kilku rund rozgrywanych na różnych nawierzchniach na terenie całej Polski i niekiedy państw ościennych. Organizatorem i właścicielem cyklu jest PZM.
Warunkiem koniecznym do startu w rajdach zaliczanych do cyklu RSMP jest posiadanie licencji rajdowej stopnia „R” przez kierowcę oraz „R co-driver only” lub RN przez pilota.

## Historia
Zawody samochodowe odbywają się w Polsce od 1927 roku. Przed wojną były to Mistrzostwa Polski w Jeździe Automobilowej. Po II wojnie światowej wznowiono rywalizację na polskich trasach w 1949 roku. W latach 1949–1954 mistrzów wyłaniano w zawodach Jednodniowej Jazdy Konkursowej. Od 1955 roku zaczęto rozgrywać rajdy-eliminacje składające się na cykl Mistrzostw Polski w Rajdach Samochodowych. Początkowo tytuły mistrzowskie przyznawano wyłącznie w poszczególnych klasach – nie było klasyfikacji generalnej. Sytuacja taka trwała do 1967 roku, kiedy wprowadzono klasyfikację generalną.
Od 2007 roku punkty w klasyfikacji mistrzostw mogą zdobywać obcokrajowcy. W 2008 roku głównym sponsorem cyklu była spółka Orlen Oil, a jego pełna nazwa brzmiała Platinum Rajdowe Samochodowe Mistrzostwa Polski.

## Mistrzowie Polski
Poniższy wykaz obejmuje lata powojenne do dziś. W latach 1949–1954 rozgrywano tzw. Jednodniową Jazdę Konkursową o Mistrzostwo Polski, gdzie mistrzów Polski wyłaniano w jednym rajdzie w kilku klasach. Od roku 1955 do 1967 prowadzone były punktacje w tzw. klasach zgodnie z regulaminami FIA, mistrzów wyłaniano w kilku rajdach. W latach 1967–1975, oprócz zwycięzców w klasach, prowadzona była tak zwana klasyfikacja Pucharu Motoru. Od roku 1976, oprócz tytułów w poszczególnych klasach, powrócono do klasyfikacji generalnej kierowców.
| Sezon | Kierowca                                                                    | Pilot                                                                       | Samochód                                                                    | Samochód                                                                    |
| ----- | --------------------------------------------------------------------------- | --------------------------------------------------------------------------- | --------------------------------------------------------------------------- | --------------------------------------------------------------------------- |
| 1950  | Kasper                                                                      | –                                                                           | Škoda                                                                       | kl. I                                                                       |
| 1950  | Stanisław Wierzba                                                           | –                                                                           | Lancia                                                                      | kl. II                                                                      |
| 1950  | Zbigniew Witkowski                                                          | –                                                                           | Chevrolet                                                                   | kl. III                                                                     |
|       |                                                                             |                                                                             |                                                                             |                                                                             |
| 1951  | Zygmunt Skoczkowski                                                         | –                                                                           | Fiat 1100                                                                   | kl. I                                                                       |
| 1951  | Stanisław Kozłowski                                                         | –                                                                           | Škoda                                                                       | kl. I-2                                                                     |
| 1951  | Bielecki                                                                    | –                                                                           | BMW                                                                         | kl. II                                                                      |
| 1951  | Zbigniew Witkowski                                                          | –                                                                           | Chevrolet                                                                   | kl. III                                                                     |
| 1951  | Franciszek Postawka                                                         | –                                                                           | BMW 328                                                                     | kl. sport                                                                   |
|       |                                                                             |                                                                             |                                                                             |                                                                             |
| 1952  | Tadeusz Krzemiński                                                          | –                                                                           | Škoda                                                                       | furgony                                                                     |
| 1952  | Antoni Weiner                                                               | –                                                                           | DKW                                                                         | kl. do 750                                                                  |
| 1952  | Ryszard Gens                                                                | –                                                                           | KDF                                                                         | kl. do 1200                                                                 |
| 1952  | Stanisław Cepuch                                                            | –                                                                           | BMW                                                                         | kl. do 1999                                                                 |
| 1952  | Stanisław Wierzba                                                           | –                                                                           | FSO Warszawa M 20                                                           | kl. do 2599                                                                 |
| 1952  | Włodzimierz Hołomej                                                         | –                                                                           | Chevrolet Deluxe                                                            | kl. pow. 2599                                                               |
|       |                                                                             |                                                                             |                                                                             |                                                                             |
| 1953  | Roman Perłowski                                                             | –                                                                           | DKW                                                                         | kl. do 750                                                                  |
| 1953  | Kamela                                                                      | –                                                                           | Škoda                                                                       | kl. do 1200                                                                 |
| 1953  | Siembrzuch                                                                  | –                                                                           | b.d.                                                                        | kl. do 2000                                                                 |
| 1953  | Stanisław Wierzba                                                           | –                                                                           | FSO Warszawa                                                                | kl. do 2500                                                                 |
| 1953  | R. Górecki                                                                  | –                                                                           | Chevrolet                                                                   | kl. pow. 2500                                                               |
| 1953  | Franciszek Postawka                                                         | –                                                                           | BMW 328                                                                     | kl. sport                                                                   |
|       |                                                                             |                                                                             |                                                                             |                                                                             |
| 1954  | Stanisław Kozłowski                                                         | –                                                                           | Škoda 1200                                                                  | furgony do 1300                                                             |
| 1954  | Stefan Goński                                                               | –                                                                           | DKW                                                                         | kl. do 750                                                                  |
| 1954  | Erazm Gajewski                                                              | –                                                                           | Fiat 1100                                                                   | kl. do 1300                                                                 |
| 1954  | Ludwik Kachelski                                                            | –                                                                           | Citroën BL11                                                                | kl. do 2000                                                                 |
| 1954  | Marian Repeta                                                               | –                                                                           | FSO Warszawa                                                                | kl. do 2600                                                                 |
| 1954  | Bolesław Majkowski                                                          | –                                                                           | Ford V8                                                                     | kl. pow. 2600                                                               |
|       |                                                                             |                                                                             |                                                                             |                                                                             |
| 1955  | Stefan Goński                                                               | –                                                                           | DKW                                                                         | kl. III                                                                     |
| 1955  | Erazm Gajewski                                                              | –                                                                           | Fiat 1100                                                                   | kl. IV-V                                                                    |
| 1955  | Edward Niziołek                                                             | –                                                                           | Opel Olympia                                                                | kl. VI                                                                      |
| 1955  | Jerzy Zaczeniuk                                                             | –                                                                           | Citroën 11                                                                  | kl. VII                                                                     |
| 1955  | Stanisław Wierzba                                                           | –                                                                           | FSO Warszawa M-20                                                           | kl. VIII                                                                    |
| 1955  | Bolesław Majkowski                                                          | –                                                                           | Ford                                                                        | kl. IX                                                                      |
|       |                                                                             |                                                                             |                                                                             |                                                                             |
| 1956  | Stanisław Jabłoński                                                         | –                                                                           | DKW                                                                         | kl. III                                                                     |
| 1956  | Janusz Solarski                                                             | –                                                                           | Škoda 1100                                                                  | kl. IV-V                                                                    |
| 1956  | Jan Jagielski                                                               | –                                                                           | Opel Olympia                                                                | kl. VI                                                                      |
| 1956  | Edward Niziołek                                                             | –                                                                           | Citroën BL 11                                                               | kl. VII                                                                     |
| 1956  | Marian Repeta                                                               | –                                                                           | FSO Warszawa M 20                                                           | kl. VIII                                                                    |
| 1956  | Grzegorz Timoszek                                                           | –                                                                           | BMW                                                                         | kl. VI sport                                                                |
|       |                                                                             |                                                                             |                                                                             |                                                                             |
| 1957  | Adam Wędrychowski                                                           | –                                                                           | Zwickau P70, Fiat 600                                                       | kat.1, kl. III                                                              |
| 1957  | Zbigniew Pawlak                                                             | –                                                                           | Wartburg                                                                    | kat.1, kl. IV                                                               |
| 1957  | Henryk Olszewski                                                            | –                                                                           | Škoda 1100                                                                  | kat.1, kl. V                                                                |
| 1957  | Władysław Paszkowski                                                        | –                                                                           | Opel Olympia                                                                | kat.1, kl. VI                                                               |
| 1957  | Antoni Weiner                                                               | –                                                                           | Citroën BL 11                                                               | kat.1, kl. VII                                                              |
| 1957  | Mieczysław Sochacki                                                         | –                                                                           | FSO Warszawa M-20                                                           | kat.1, kl. VIII                                                             |
| 1957  | Ksawery Frank                                                               | –                                                                           | Ford V8, Ford Custom                                                        | kat.1, kl. IX                                                               |
| 1957  | Stanisław Wierzba                                                           | –                                                                           | FSO Syrena                                                                  | kat.2, kl. III                                                              |
| 1957  | Kazimierz Osiński                                                           | –                                                                           | Simca 8                                                                     | kat.2, kl. V                                                                |
| 1957  | Walerian Waryszewski                                                        | –                                                                           | BMW 328, BMW 327                                                            | kat.2, kl. VII                                                              |
|       |                                                                             |                                                                             |                                                                             |                                                                             |
| 1958  | Jerzy Zaczeniuk                                                             | –                                                                           | Renault 4CV                                                                 | kl. III                                                                     |
| 1958  | Kazimierz Tarczyński                                                        | –                                                                           | Renault Dauphine                                                            | kl. IV                                                                      |
| 1958  | Aleksander Sobański                                                         | –                                                                           | Simca Aronde                                                                | kl. V                                                                       |
| 1958  | Edward Kuszewski                                                            | –                                                                           | Citroën BL 11                                                               | kl. VII                                                                     |
| 1958  | Ksawery Frank                                                               | –                                                                           | Opel Kapitän                                                                | kl. VIII                                                                    |
|       |                                                                             |                                                                             |                                                                             |                                                                             |
| 1959  | Stanisław Wierzba                                                           | –                                                                           | FSO Syrena                                                                  | kl. III                                                                     |
| 1959  | Antoni Weiner                                                               | –                                                                           | IFA F9, Wartburg                                                            | kl. IV                                                                      |
| 1959  | Krzysztof Komornicki                                                        | –                                                                           | Simca Aronde                                                                | kl. V                                                                       |
| 1959  | Andrzej Żymirski                                                            | –                                                                           | Opel Olympia, Opel Rekord                                                   | kl. VII                                                                     |
| 1959  | Ksawery Frank                                                               | –                                                                           | Opel Kapitan, Simca Vedette                                                 | kl. VIII                                                                    |
|       |                                                                             |                                                                             |                                                                             |                                                                             |
| 1960  | Jerzy Dobrzański                                                            | –                                                                           | Fiat 600                                                                    | kl. IV                                                                      |
| 1960  | Stanisław Wierzba                                                           | –                                                                           | FSO Syrena 101                                                              | kl. V                                                                       |
| 1960  | Stanisław Cencora                                                           | –                                                                           | Wartburg 311                                                                | kl. VI                                                                      |
| 1960  | Henryk Skowron                                                              | –                                                                           | Škoda 440 Spartak                                                           | kl. VII                                                                     |
| 1960  | Sobiesław Zasada                                                            | –                                                                           | Simca Aronde P60                                                            | kl. VIII                                                                    |
| 1960  | Zygmunt Szczęśniak                                                          | –                                                                           | Citroën BL 11                                                               | kl. IX                                                                      |
| 1960  | Mieczysław Sochacki                                                         | –                                                                           | FSO Warszawa M 20                                                           | kl. X                                                                       |
| 1960  | Ksawery Frank                                                               | –                                                                           | Opel Kapitän, Simca Vedette Regence, Chevrolet                              | kl. XI                                                                      |
|       |                                                                             |                                                                             |                                                                             |                                                                             |
| 1961  | Sobiesław Zasada                                                            | Ewa Zasada                                                                  | BMW 700                                                                     | BMW 700                                                                     |
|       |                                                                             |                                                                             |                                                                             |                                                                             |
| 1962  | Jerzy Dobrzański                                                            | –                                                                           | BMW 700                                                                     | kl. I                                                                       |
| 1962  | Ksawery Frank                                                               | –                                                                           | Chevrolet, Morris Mini Cooper, Volvo 1800 S                                 | kl. II                                                                      |
| 1962  | Adam Wędrychowski                                                           | –                                                                           | Renault Dauphine                                                            | kl. III                                                                     |
| 1962  | Stanisław Stolarski                                                         | –                                                                           | Wartburg 311                                                                | kl. IV-V                                                                    |
| 1962  | Aleksander Sobański                                                         | –                                                                           | Škoda Octavia                                                               | kl. VII                                                                     |
| 1962  | Jerzy Kuczera                                                               | –                                                                           | Škoda Octavia Super                                                         | kl. VIII                                                                    |
|       |                                                                             |                                                                             |                                                                             |                                                                             |
| 1963  | Sobiesław Zasada                                                            | Ewa Zasada                                                                  | Fiat 600 D                                                                  | kat.I do 850                                                                |
| 1963  | Ryszard Grychtoł                                                            | –                                                                           | Wartburg 311                                                                | kat.I do 1000                                                               |
| 1963  | Jan Soczek                                                                  | –                                                                           | Škoda Octavia Super                                                         | kat.I do 1300                                                               |
| 1963  | Adam Smorawiński                                                            | Edward Grabowski                                                            | FSO Warszawa 203                                                            | kat.I pow. 1300                                                             |
| 1963  | Jerzy Dobrzański                                                            | Czesław Murawski                                                            | BMW 700                                                                     | kat.II do 850                                                               |
| 1963  | Ksawery Frank                                                               |                                                                             | Volvo 122 S                                                                 | kat.II pow. 850                                                             |
|       |                                                                             |                                                                             |                                                                             |                                                                             |
| 1964  | Jan Wolski                                                                  | –                                                                           | Trabant 600                                                                 | kat.I kl.1                                                                  |
| 1964  | Kazimierz Osiński                                                           | Mieczysław Sochacki                                                         | Fiat 600 D                                                                  | kat.I kl.2                                                                  |
| 1964  | Alfons Tobolski                                                             | Jerzy Sypniewski                                                            | Wartburg 1000                                                               | kat.I kl.3                                                                  |
| 1964  | Jan Soczek                                                                  | Zenon Leszczuk                                                              | Škoda Octavia TS                                                            | kat.I kl.4                                                                  |
| 1964  | Antoni Weiner                                                               | –                                                                           | Morris Mini Cooper                                                          | kat.II kl.1                                                                 |
| 1964  | Franciszek Postawka                                                         | –                                                                           | Volvo PV544                                                                 | kat.II kl.2                                                                 |
|       |                                                                             |                                                                             |                                                                             |                                                                             |
| 1965  | Adam Wędrychowski                                                           | Czesław Wodnicki                                                            | Steyr Puch 650 TR, Steyr Puch 700 TR                                        | kl. 1                                                                       |
| 1965  | Marek Varisella                                                             | Tadeusz Truchel                                                             | FSO Syrena 103                                                              | kl. 2                                                                       |
| 1965  | Andrzej Nytko                                                               | Kazimierz Jaromin                                                           | Wartburg 1000                                                               | kl. 3                                                                       |
| 1965  | Stanisław Dalka                                                             | Krzysztof Woyciechowski                                                     | Renault R8 Major                                                            | kl. 4                                                                       |
| 1965  | Aleksander Sobański                                                         | Mieczysław Sochacki                                                         | Volvo 121                                                                   | kl. 5                                                                       |
|       |                                                                             |                                                                             |                                                                             |                                                                             |
| 1966  | Kazimierz Jaromin                                                           | Janusz Zemła                                                                | Škoda 1000 MB                                                               | kl.A 1-2                                                                    |
| 1966  | Marian Rogoziński ?                                                         | Aleksander Bobrowski ?                                                      | b.d.                                                                        | kl.A 3                                                                      |
| 1966  | Andrzej Nytko                                                               | –                                                                           | Fiat 1300                                                                   | kl.A 4                                                                      |
| 1966  | b.d.                                                                        | –                                                                           |                                                                             | kl.A 5-6                                                                    |
| 1966  | Sobiesław Zasada                                                            | Ewa Zasada                                                                  | Steyr Puch 650 TR                                                           | kl.B 1                                                                      |
| 1966  | b.d.                                                                        | –                                                                           | b.d.                                                                        | kl.B 3                                                                      |
|       |                                                                             |                                                                             |                                                                             |                                                                             |
| 1967  | Sobiesław Zasada                                                            | Ewa Zasada                                                                  | Porsche 912, Lancia Fulvia HF Coupé 1.3                                     | Porsche 912, Lancia Fulvia HF Coupé 1.3                                     |
| 1968  | Sobiesław Zasada                                                            | –                                                                           | Porsche 911                                                                 | Porsche 911                                                                 |
| 1969  | Ryszard Nowicki                                                             | Marian Bień                                                                 | Renault 8 Gordini                                                           | Renault 8 Gordini                                                           |
| 1970  | Adam Masłowiec                                                              | Konrad Rutkowski                                                            | FSO Syrena 104                                                              | FSO Syrena 104                                                              |
| 1971  | Sobiesław Zasada                                                            | Ewa Zasada                                                                  | Polski Fiat 125p 1500, BMW 2002 Ti                                          | Polski Fiat 125p 1500, BMW 2002 Ti                                          |
| 1972  | Adam Smorawiński                                                            | Andrzej Zembrzuski                                                          | BMW 2002 Ti Alpina                                                          | BMW 2002 Ti Alpina                                                          |
| 1973  | Sobiesław Zasada                                                            | -                                                                           | Porsche Carrera RS                                                          | Porsche Carrera RS                                                          |
| 1974  | Lelio Lattari                                                               | Marek Szramowski                                                            | Alfa Romeo 2000 GTV                                                         | Alfa Romeo 2000 GTV                                                         |
| 1975  | Andrzej Radecki                                                             | Zygmunt Domagalski                                                          | Trabant 601                                                                 | Trabant 601                                                                 |
| 1976  | Tomasz Ciecierzyński                                                        | Jacek Różański                                                              | Polski Fiat 125p 1600 MC                                                    | Polski Fiat 125p 1600 MC                                                    |
| 1977  | Włodzimierz Groblewski                                                      | Januariusz Czerwoniec                                                       | Polski Fiat 125p 1600 MC                                                    | Polski Fiat 125p 1600 MC                                                    |
| 1978  | Jerzy Landsberg                                                             | –                                                                           | Opel Kadett GT/E                                                            | Opel Kadett GT/E                                                            |
| 1979  | Błażej Krupa                                                                | Piotr Mystkowski                                                            | Renault 5 Alpine                                                            | Renault 5 Alpine                                                            |
|       |                                                                             |                                                                             |                                                                             |                                                                             |
| 1980  | Maciej Stawowiak                                                            | Ryszard Żyszkowski                                                          | FSO Polonez 2000                                                            | FSO Polonez 2000                                                            |
| 1981  | Nie odbyły się z powodu trudnej sytuacji gospodarczej i politycznej w kraju | Nie odbyły się z powodu trudnej sytuacji gospodarczej i politycznej w kraju | Nie odbyły się z powodu trudnej sytuacji gospodarczej i politycznej w kraju | Nie odbyły się z powodu trudnej sytuacji gospodarczej i politycznej w kraju |
| 1982  | Andrzej Koper                                                               | Włodzimierz Krzemiński                                                      | Renault 5 Alpine                                                            | Renault 5 Alpine                                                            |
| 1983  | Marian Bublewicz                                                            | Ryszard Żyszkowski                                                          | Opel Kadett GTE, FSO Polonez 2000                                           | Opel Kadett GTE, FSO Polonez 2000                                           |
| 1984  | Andrzej Koper                                                               | Krzysztof Gęborys                                                           | Renault 5 Alpine                                                            | Renault 5 Alpine                                                            |
| 1985  | Andrzej Koper                                                               | –                                                                           | Renault 5 Turbo, Renault 11 Turbo                                           | Renault 5 Turbo, Renault 11 Turbo                                           |
| 1986  | Mariusz Kostrzak                                                            | –                                                                           | Toyota Corolla                                                              | Toyota Corolla                                                              |
| 1987  | Marian Bublewicz                                                            | Ryszard Żyszkowski                                                          | FSO Polonez 2000                                                            | FSO Polonez 2000                                                            |
| 1988  | Andrzej Koper                                                               | Krzysztof Gęborys                                                           | Renault 11 Turbo                                                            | Renault 11 Turbo                                                            |
| 1989  | Marian Bublewicz                                                            | Ryszard Żyszkowski                                                          | Mazda 323 4WD                                                               | Mazda 323 4WD                                                               |
|       |                                                                             |                                                                             |                                                                             |                                                                             |
| 1990  | Marian Bublewicz                                                            | Ryszard Żyszkowski                                                          | Mazda 323 4WD                                                               | Mazda 323 4WD                                                               |
| 1991  | Marian Bublewicz                                                            | Ryszard Żyszkowski                                                          | Ford Sierra RS Cosworth, Mazda 323 4WD                                      | Ford Sierra RS Cosworth, Mazda 323 4WD                                      |
| 1992  | Marian Bublewicz                                                            | Ryszard Żyszkowski                                                          | Ford Sierra RS Cosworth 4x4                                                 | Ford Sierra RS Cosworth 4x4                                                 |
| 1993  | Paweł Przybylski                                                            | Krzysztof Gęborys                                                           | Toyota Celica GT-4 ST 165                                                   | Toyota Celica GT-4 ST 165                                                   |
| 1994  | Paweł Przybylski                                                            | Krzysztof Gęborys                                                           | Toyota Celica GT-4 ST 165                                                   | Toyota Celica GT-4 ST 165                                                   |
| 1995  | Krzysztof Hołowczyc                                                         | Maciej Wisławski                                                            | Toyota Celica Turbo 4WD (ST185)                                             | Toyota Celica Turbo 4WD (ST185)                                             |
| 1996  | Krzysztof Hołowczyc                                                         | Maciej Wisławski                                                            | Toyota Celica Turbo 4WD (ST185)                                             | Toyota Celica Turbo 4WD (ST185)                                             |
| 1997  | Janusz Kulig                                                                | Jarosław Baran                                                              | Renault Mégane Maxi                                                         | Renault Mégane Maxi                                                         |
| 1998  | Robert Gryczyński                                                           | Tadeusz Burkacki                                                            | Toyota Celica GT-Four (ST205), Toyota Corolla WRC                           | Toyota Celica GT-Four (ST205), Toyota Corolla WRC                           |
| 1999  | Krzysztof Hołowczyc                                                         | Jean-Marc Fortin                                                            | Subaru Impreza S4 WRC '98                                                   | Subaru Impreza S4 WRC '98                                                   |
|       |                                                                             |                                                                             |                                                                             |                                                                             |
| 2000  | Janusz Kulig                                                                | Jarosław Baran                                                              | Ford Focus RS99 WRC                                                         | Ford Focus RS99 WRC                                                         |
| 2001  | Janusz Kulig                                                                | Jarosław Baran                                                              | Ford Focus RS00 WRC                                                         | Ford Focus RS00 WRC                                                         |
| 2002  | Leszek Kuzaj                                                                | Maciej Wisławski Erwin Mombaerts                                            | Toyota Corolla WRC, Peugeot 206 WRC                                         | Toyota Corolla WRC, Peugeot 206 WRC                                         |
| 2003  | Tomasz Czopik                                                               | Łukasz Wroński                                                              | Mitsubishi Lancer Evo VII, Subaru Impreza WRC '99                           | Mitsubishi Lancer Evo VII, Subaru Impreza WRC '99                           |
| 2004  | Leszek Kuzaj                                                                | Maciej Szczepaniak                                                          | Subaru Impreza STi                                                          | Subaru Impreza STi                                                          |
| 2005  | Leszek Kuzaj                                                                | Maciej Szczepaniak                                                          | Subaru Impreza STi                                                          | Subaru Impreza STi                                                          |
| 2006  | Leszek Kuzaj                                                                | Maciej Szczepaniak                                                          | Subaru Impreza STi                                                          | Subaru Impreza STi                                                          |
| 2007  | Bryan Bouffier                                                              | Xavier Panseri                                                              | Peugeot 207 S2000                                                           | Peugeot 207 S2000                                                           |
| 2008  | Bryan Bouffier                                                              | Xavier Panseri                                                              | Peugeot 207 S2000                                                           | Peugeot 207 S2000                                                           |
| 2009  | Bryan Bouffier                                                              | Xavier Panseri                                                              | Mitsubishi Lancer Evo IX                                                    | Mitsubishi Lancer Evo IX                                                    |
|       |                                                                             |                                                                             |                                                                             |                                                                             |
| 2010  | Kajetan Kajetanowicz                                                        | Jarosław Baran                                                              | Subaru Impreza STi                                                          | Subaru Impreza STi                                                          |
| 2011  | Kajetan Kajetanowicz                                                        | Jarosław Baran                                                              | Subaru Impreza STi                                                          | Subaru Impreza STi                                                          |
| 2012  | Kajetan Kajetanowicz                                                        | Jarosław Baran                                                              | Subaru Impreza STi                                                          | Subaru Impreza STi                                                          |
| 2013  | Kajetan Kajetanowicz                                                        | Jarosław Baran                                                              | Subaru Impreza STi, Ford Fiesta R5                                          | Subaru Impreza STi, Ford Fiesta R5                                          |
| 2014  | Wojciech Chuchała                                                           | Sebastian Rozwadowski                                                       | Ford Fiesta R5                                                              | Ford Fiesta R5                                                              |
| 2015  | Łukasz Habaj                                                                | Piotr Woś                                                                   | Ford Fiesta R5                                                              | Ford Fiesta R5                                                              |
| 2016  | Grzegorz Grzyb                                                              | Robert Hundla                                                               | Ford Fiesta R5, Skoda Fabia R5, Peugeot 208 VTI                             | Ford Fiesta R5, Skoda Fabia R5, Peugeot 208 VTI                             |
| 2017  | Filip Nivette                                                               | Kamil Heller                                                                | Skoda Fabia R5                                                              | Skoda Fabia R5                                                              |
| 2018  | Grzegorz Grzyb                                                              | -                                                                           | Škoda Fabia R5                                                              | Škoda Fabia R5                                                              |
| 2019  | Mikołaj Marczyk                                                             | Szymon Gospodarczyk                                                         | Škoda Fabia R5                                                              | Škoda Fabia R5                                                              |
|       |                                                                             |                                                                             |                                                                             |                                                                             |
| 2020  | Jari Huttunen                                                               | Mikko Lukka                                                                 | Hyundai i20 R5                                                              | Hyundai i20 R5                                                              |
| 2021  | Mikołaj Marczyk                                                             | Szymon Gospodarczyk                                                         | Škoda Fabia Rally2 evo                                                      | Škoda Fabia Rally2 evo                                                      |
| 2022  | Tom Kristensson                                                             | Andreas Johansson                                                           | Hyundai i20 R5                                                              | Hyundai i20 R5                                                              |
| 2023  | Grzegorz Grzyb                                                              | Adam Binięda                                                                | Škoda Fabia Rally2 evo                                                      | Škoda Fabia Rally2 evo                                                      |
| 2024  | Jarosław Szeja                                                              | Marcin Szeja                                                                | Škoda Fabia Rally2 evo                                                      | Škoda Fabia Rally2 evo                                                      |

## Rekordy
Stan po sezonie 2024
| Tytuły mistrzowskie | Tytuły mistrzowskie  | Tytuły mistrzowskie |
| Miejsce             | Kierowca             | Tytuły              |
| ------------------- | -------------------- | ------------------- |
| 1                   | Sobiesław Zasada     | 8                   |
| 2                   | Marian Bublewicz     | 6                   |
| 2                   | Ksawery Frank        | 6                   |
| 4                   | Kajetan Kajetanowicz | 4                   |
| 4                   | Andrzej Koper        | 4                   |
| 4                   | Leszek Kuzaj         | 4                   |
| 4                   | Stanisław Wierzba    | 4                   |
| 8                   | Bryan Bouffier       | 3                   |
| 8                   | Krzysztof Hołowczyc  | 3                   |
| 8                   | Janusz Kulig         | 3                   |
| 8                   | Jerzy Dobrzański     | 3                   |
| 8                   | Aleksander Sobański  | 3                   |
| 8                   | Adam Wędrychowski    | 3                   |
| 8                   | Antoni Weiner        | 3                   |
| 8                   | Grzegorz Grzyb       | 3                   |

Stan na dzień 28.05.2024 r.
| Zwycięstwa w rajdach | Zwycięstwa w rajdach | Zwycięstwa w rajdach |
| Miejsce              | Kierowca             | Zwycięstwa           |
| -------------------- | -------------------- | -------------------- |
| 1                    | Marian Bublewicz     | 39                   |
| 2                    | Sobiesław Zasada     | 29                   |
| 3                    | Leszek Kuzaj         | 24                   |
| 4                    | Bryan Bouffier       | 23                   |
| 5                    | Kajetan Kajetanowicz | 20                   |
| 5                    | Krzysztof Hołowczyc  | 20                   |
| 7                    | Grzegorz Grzyb       | 19                   |
| 8                    | Janusz Kulig         | 17                   |
| 9                    | Paweł Przybylski     | 13                   |
| 10                   | Mikołaj Marczyk      | 12                   |